# Lantzville
Lantzville est une communauté située dans la province de la Colombie-Britannique, dans l'est de l'Île de Vancouver.
Le District de Lantzville a été constitué le 25 juin 2003. Il couvre une superficie de 27,08 km2 et a une population de 3 807 habitants. Le quartier est presque entièrement résidentiel, avec quelques bâtiments commerciaux sur Lantzville Road (anciennement partie de l'autoroute de l'île).

## Histoire
Lantzville était à l'origine une ville minière et porte le nom de son fondateur américain, Fraser Harry Lantz, qui a investi dans une mine de charbon à Nanoose.
En l'honneur de son histoire en tant que zone d'extraction de charbon, Lantzville célèbre chaque année le Minetown Day, qui est une foire communautaire. Selon Lantzville: The First Hundred Years, le premier colon européen dans la région était un mineur de charbon anglais nommé Emanuel Wiles, également connu sous le nom de Robert Emanuel ou Bob. Lantzville est une destination touristique avec un certain nombre de chambres d'hôtes bien situées.

## Éducation
Lantzville abrite l'école élémentaire Seaview qui est de la maternelle à la 7e année et fait partie du district scolaire no 68 de Nanaimo-Ladysmith. Il existe également une école privée locale appelée Aspengrove School.
Les élèves de la 8e à la 12e année sont scolarisés à Nanaimo à l'école secondaire Dover Bay.

## Ouvrages
- G.P.V. Akrigg et Helen B. Akrigg, British Columbia Place Names, UBC Press, 1986 (ISBN 0-7748-0636-2, lire en ligne ), chap. 3rd, 1997